# Diodontogaster bidentata
Diodontogaster bidentata är en stekelart som beskrevs av Charles Thomas Brues 1933. Diodontogaster bidentata ingår i släktet Diodontogaster och familjen bracksteklar. Inga underarter finns listade i Catalogue of Life.